# Renate Reinsveová
Renate Hansen Reinsveová (* 24. listopadu 1987 Solbergelva) je norská herečka.
Vyrůstala na venkově, věnovala se závodnímu plavání, v šestnácti letech opustila školu a odešla do Skotska. Podle vlastního vyjádření trpí v důsledku nešťastného dětství posttraumatickou stresovou poruchou.
První filmovou roli získala roku 2011 ve snímku Joachima Triera Oslo, 31. srpna. Hrála také ve filmu Orheimové (režie Arild Andresen, 2012) o rodině rozvrácené v důsledku alkoholismu. V roce 2013 absolvovala herecký obor na Národní umělecké akademii v Oslo, nastoupila do trondheimského divadla Trøndelag Teater a v roce 2014 získala cenu Heddaprisen za roli učitelky v Návštěvě staré dámy. Od roku 2016 je členkou souboru Det Norske Teatret. Hrála ve filmech Ženy v příliš velkých pánských košilích, Vítejte v Norsku! a Fénix a v sitcomu televize NRK1 Nesten voksen. Pak uvažovala o tom, že skončí s herectvím a bude se živit tesařinou, až jí Joachim Trier svěřil hlavní roli Julie v psychologickém dramatu s komediálními prvky Nejhorší člověk na světě (2021). Reinsveová získala za svůj výkon cenu pro nejlepší herečku na filmovém festivalu v Cannes. Americký režisér Aaron Schimberg ji obsadil do svého připravovaného filmu A Different Man.
V roce 2022 se stala členkou Akademie filmového umění a věd.